# ساندور
ساندور (به انگلیسی: Sanduru) یک منطقهٔ مسکونی در هند است که در بخش بلاری واقع شده‌است. ساندور ۲۲٫۱۳ کیلومتر مربع مساحت و ۲۷٬۶۱۴ نفر جمعیت دارد و ۵۶۴ متر بالاتر از سطح دریا واقع شده‌است.